# Värsås landskommun
Värsås landskommun var en tidigare kommun i dåvarande Skaraborgs län.

## Administrativ historik
När 1862 års kommunalförordningar trädde i kraft inrättades denna landskommun i Värsås socken i Kåkinds härad i Västergötland.
Vid kommunreformen 1952 bildade den storkommun genom sammanläggning med tidigare landskommunerna Edåsa, Forsby, Ljunghem, Mofalla, Sventorp och Varola.
Denna upplöstes 1971 då Mofalla församling fördes till Hjo kommun och de övriga till Skövde kommun.
Kommunkoden 1952-1970 var 1631.

### Kyrklig tillhörighet
I kyrkligt hänseende tillhörde kommunen Värsås församling. Den 1 januari 1952 tillkom församlingarna Edåsa, Forsby, Ljunghem, Mofalla, Sventorp och Varola.

## Geografi
Värsås landskommun omfattade den 1 januari 1952 en areal av 221,11 km², varav 219,50 km² land.

### Tätorter i kommunen 1960
I Värsås landskommun fanns den 1 november 1960 ingen tätort. Tätortsgraden i kommunen var då alltså 0,0 procent.

## Politik

### Mandatfördelning i valen 1950-1966
| 2 | 8 | 1 | 4 |

| 15 |

| 2 | 9 | 1 | 3 |

| 15 |

| 3 | 8 | 1 | 3 |

| 15 |

| 7 | 6 | 15 | 4 | 3 |

| 33 |

| 8 | 16 | 5 | 6 |

| 33 |

| 7 | 17 | 4 | 7 |

| 33 |

| 8 | 17 | 4 | 6 |

| 31 |

| 8 | 17 | 4 | 6 |

| 31 |